# Veniliornis spilogaster
Veniliornis spilogaster là một loài chim trong họ Picidae.